# Henryk Weiss (inżynier)
Henryk Weiss (ur. ok. 1879, zm. 11 maja 1914 w Warszawie) – polski inżynier, mechanik, sportowiec.

## Życiorys
Urodził się około 1879. Pochodził z Łodzi. Był synem dependenta notarialnego. W rodzinnym mieście ukończył szkołę średnią. Tam też już w młodości startował w wyścigach kolarskich zdobywając pierwsze nagrody.
Uzyskał dyplom inżyniera. Był kierownikiem i instruktorem warsztatów samochodowych „Varsovie-Automobile” przy ul. Kopernika 4/6, należących do Stanisława Górskiego i hr. Kazimierza Ronikiera. W tej pracy odznaczał się fachowością. Był znanym sportowcem. Jako cyklista (kolarz) i motocyklista wygrywał wyścigi w tych dyscyplinach zdobywając nagrody. W 1913 startował w rajdzie samochodowym.
Poniósł śmierć w wypadku samochodowym w Warszawie 11 maja 1914 około godz. 17:30 lub godz. 17. Podróżował wtedy z czterema osobami (Walter, Jan Jaworski, Juliusz Cynowski, Józef Kwiatkowski) pojazdem marki Minerva 30 Hp., przeznaczonym do użycia w rajdzie. Należał on do Cynowskiego, który oddał go do naprawy w warsztacie Weissa. Była to jazda próbna na trasie szosą Bielańską od Cytadelą do Marymontu. W drodze powrotnej za rogatką przy Wiśle w pobliżu Kaskady przed jadącym autem usiłował przejść 17-letni chłopiec, wobec czego kierujący Weiss gwałtownie zahamował. W wyniku tego manewru pojazd zatoczył łuk, wpadł na wybój, po czym dachował. Pozostali pasażerowie oraz pieszy młodzieniec odnieśli obrażenia.
Jego pogrzeb zgromadził tysiące uczestników. Został pochowany na cmentarzu ewangelicko-augsburskim w Warszawie. Był żonaty i miał 8-letniego syna.